# Gabriela Gunčíková
Gabriela Gunčíková, född 27 juni 1993 i Kroměříž, är en tjeckisk sångerska.

## Eurovision
Den 10 mars 2016 meddelades det att Gabriela Gunčíková blivit utvald internt av ČT till att representera Tjeckien i Eurovision Song Contest 2016 i Stockholm. Hennes bidrag "I Stand" presenterades följande dag.
Hon framförde bidraget i den första semifinalen i Globen den 10 maj 2016. Bidraget tog sig vidare till final, där det slutade på plats 25 med 41 poäng.

## Diskografi

### Album
- 2011 - Dvojí tvář
- 2013 - Celkem jiná